# چاه نارنج (فاریاب)
چاه نارنج، روستایی در دهستان حور بخش حور شهرستان فاریاب در استان کرمان ایران است.

## جمعیت
بر پایه سرشماری عمومی نفوس و مسکن در سال ۱۳۹۵، جمعیت این روستا برابر با ۳۴۲ نفر (۱۰۲ خانوار) بوده‌است.